# Sociologija naučnog saznanja
Sociologija naučnog saznanja za predmet ima društvenu ulogu nauke, posebno povezanu sa "naučnim uticajima i efektima na društvo, kao i uticajima društvene strukture i procesa na naučnu aktivnost." Sociologija naučnog neznanja je komplementarna sociologiji naučnog saznanja. Sociologija saznanja se, sa druge strane, fokusira na proizvodnju nenaučnih ideja i društvenih konstrukcija.
Sociolog koji se bavi naučnim saznanjem ispituje razvoj naučnog polja i pokušava da pronađe tačke nepredviđene situacije ili interpretativne prilagodljivosti gde su prisutne nejasnoće. Takve varijacije mogu biti povezane sa nizom političkih, istorijskih, kulturnih ili ekonomskih faktora. Ključno je da disciplina ne promoviše relativizam ili da ospori naučni projekat; cilj istraživača je da objasni zbog čega jedno objašnjenje pre nego neko drugo pobeđuje zahvaljujući spoljnim društvenim i istorijskim ulovima.
Disciplina se zasniva krajem 60-tih i početkom 70-tih godina XX veka i s početka se njom bave isključivo Britanci. Ostali rani centri koji se bave ovim poljem istraživanja se nalaze u Francuskoj, Nemačkoj i u Sjedinjenim Američkim Državama (posebno na Univerzitetu Kornel). Major theorists include Barry Barnes, David Bloor, Sal Restivo, Randall Collins, Gaston Bachelard, Harry Collins, Paul Feyerabend, Steve Fuller, Thomas Kuhn, Martin Kusch, Bruno Latour, Mike Mulkay, Derek J. de Solla Price, Lucy Suchman and Anselm Strauss.

## Programi i fakulteti
Sociologija naučnog saznanja u svojim britanskim verzijama formirana u 70-im godinama je u jasnom sukobu sa Amerikancem Robertom K. Mertonom, koji se uzima kao jedan od začetnika sociologije nauke. Mertonova disciplina bi se mogla nazvati sociologijom naučnika," gde napušta kognitivno usmerenje nauke izvan sociološkog objašnjenja; Sociologija naučnog saznanja nasuprot tome želi da iznese sociološko objašnjenje samih naučnih ideja, uzimajući za svoju osnovu rad Tomasa Kuna, ali naročito iz ustanovljenih tradicija u kulturnoj antropologiji (Dirkem, Mos) kao i kasnije Vitgenštajna. Dejvid Blur, jedan od pionira sociologije naučnog saznanja, koji suprotstavlja takozvani 'slabi program' koji daje socijalno objašnjenje za pogrešna verovanja, sa onim što on zove 'jaki program', koji uključuje sociološka objašnjenja utaja na verovanja.
Slabi program je više opis pristupa nego organizovani pokret. Izraz primenjuju istoričari, sociolozi i filozofi nauke koji uglavnom ističu sociološke faktore kao odgovorne za to što su verovanja otišla u pogrešnom smeru. Imre Lakatoš i (u nekim vidovima) Tomas Kun podržavaju ovakav način posmatranja. Jaki program je delimično povezan sa radom dve grupe: 'Edinburškom školom' (Dejvid Blur, Beri Barns), i njihove kolege na Odeljenju za naučne studije na Univerzitetu u Edinburgu tokom 70-ih i 80-ih, i 'Bat škola' (Hari Kolins) i ostali na Bat univerzitetu u istom periodu. "Edinburški sociolozi" i "Batovski sociolozi" promovišu, "Jaki program" and Empirijski relativistički program (EPOR). Takođe uključen u sociologiju naučnog saznanja u 80-im je bio analitički dikurs primenjen na nauku (povezan sa Majklom Malkejom sa Univerziteta u Jorku).
Sociologija naučnog saznanja poseduje snažnu međunarodnu vezu kroz svoje organizacije, 4S i EASST, uz grupe osnovane u Japanu, Južnoj Koreji, Tajvanu i Latinskoj Americi. Stvorila je ogroman broj istraživača kojise bave kritičkom analizom prirodnih nauka i informatike.

## Sociologija matematičkog saznanja
Studije matematičkeprakse i kvaziemprircizma u matematici su takođe delovi sociologije nauke i odnose se naone koji praktikuju matematiku i njene srodne grane. Od Eugena Vingera u 60-im i Hilari Patnam iz 1975. godine javlja se pitanje zbog čega polja kao što su fizika i matematika trebaju bit sociološki problematizovane. Ponuđena rešenja govore da osnove matematičkog mišljenja, prostor, struktura oblika, i brojna proporcija su takođe fundamentalne u fizici. ITakođe je važno napomenuti fizika nije ništa do konstrukcija realnosti,